# 山羊皮

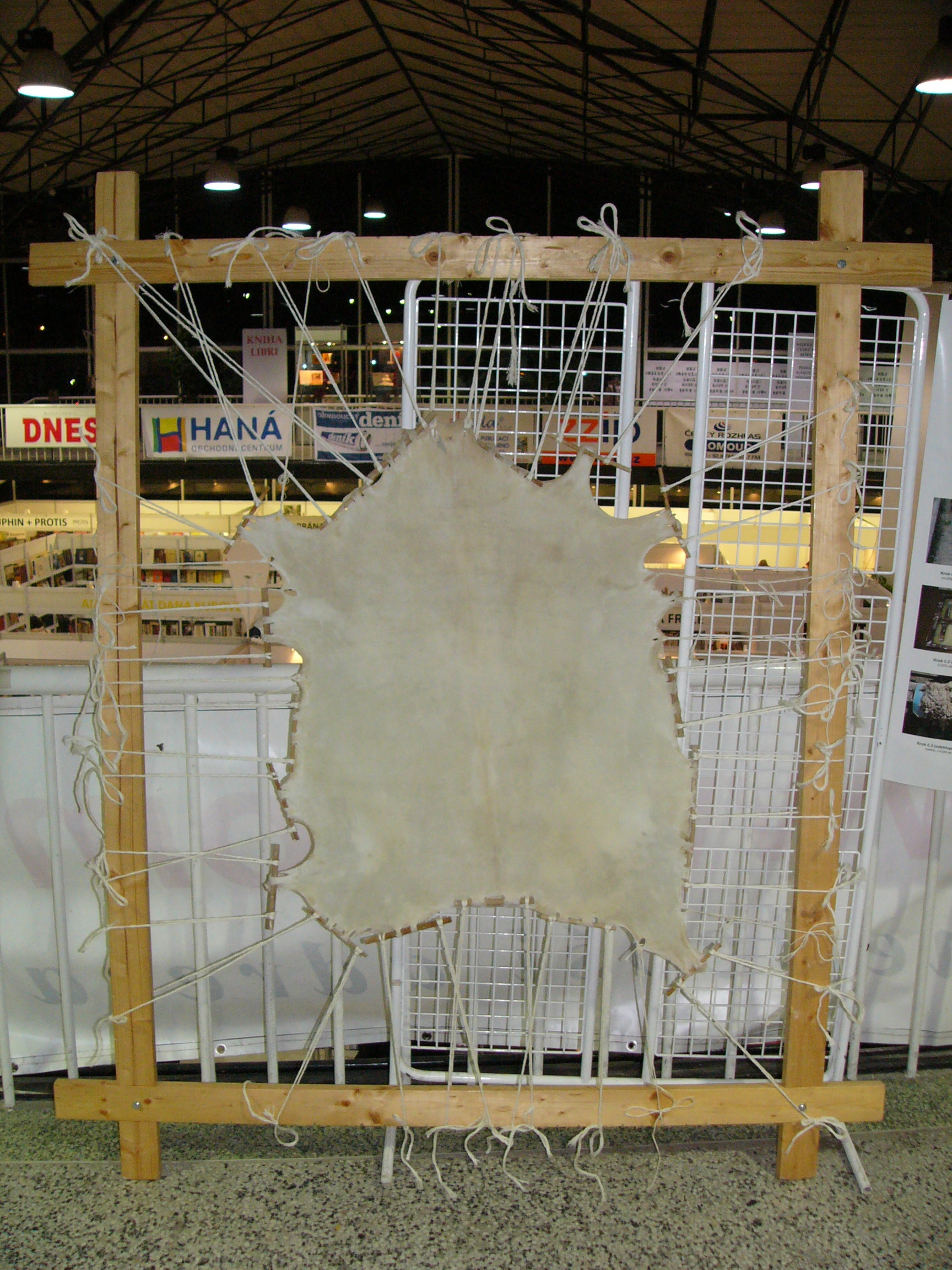
木枠に延ばされた山羊皮から作られた羊皮紙

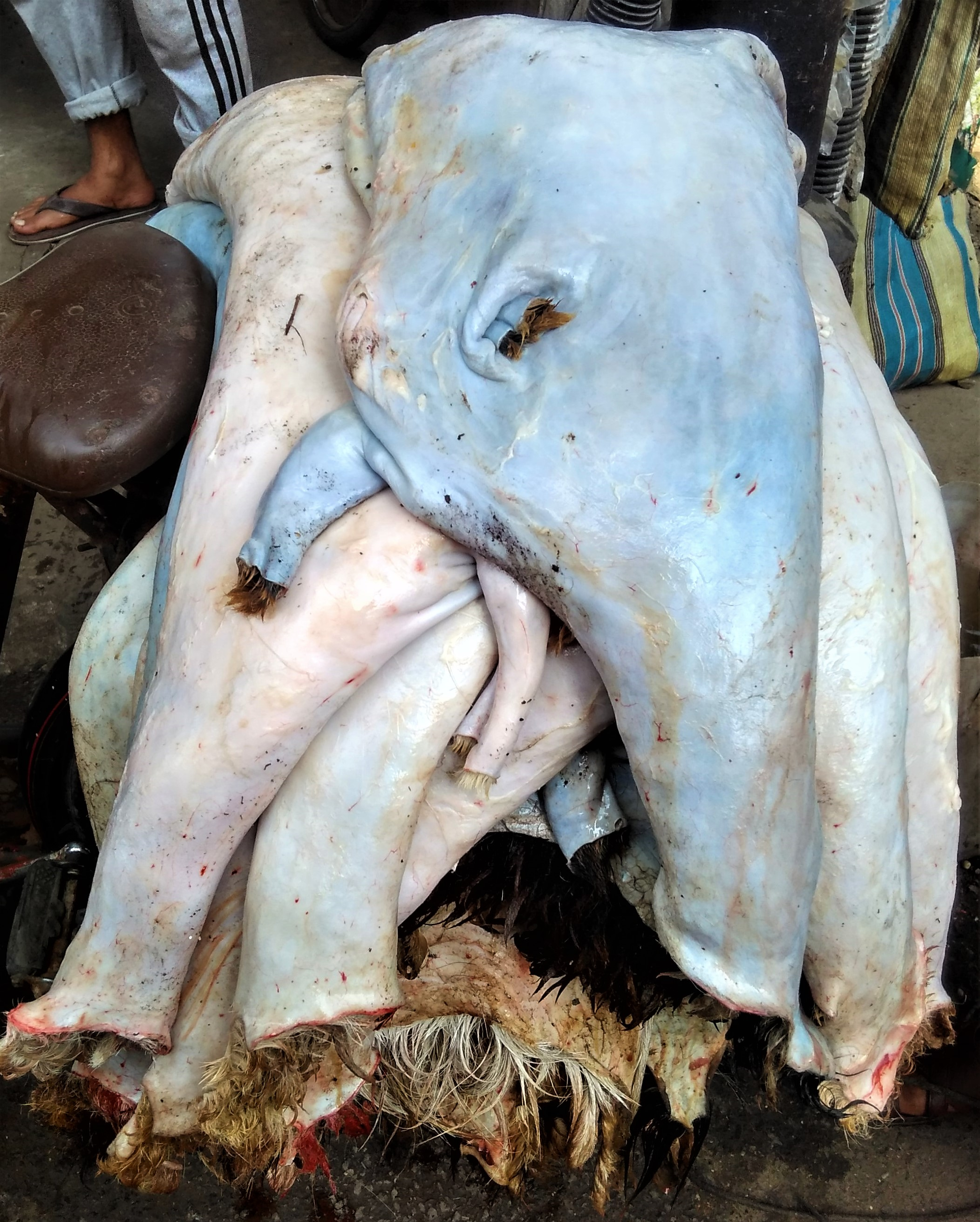
山羊皮

山羊皮（さんようひ、やぎがわ）またはゴートスキン（英語: goatskin）は、山羊（学名: Capra hircus）の皮である。山羊皮から作られる革は、長年の慣例により、「モロッコ革」と呼ばれる。手袋や靴、その他の装飾品に使われるキッドスキンは伝統的に山羊皮（子山羊皮）であるが、羊やカンガルーといったその他の革もキッドを作るために使うことができる。
山羊皮の鞣し革は極めて丈夫と見なされており、ラグ（例えばインドネシアで）や絨毯の縁飾りを作るために一般的に使われる。手袋やブーツ、その他柔らかな皮を必要とする製品にもしばしば使われる。ヴィクトリア朝に人気だったキッドレザーの手袋は今日もまだ作られている。また、山羊皮は何世紀にもわたって革製本の主要な素材であり、ヨーロッパ最古の革装丁（大英図書館に所蔵されている聖カスバートの福音書の装丁）は赤山羊革である。山羊皮は伝統的なスペインのワイン容器であるボタのために使われる。伝統的なケフィアは山羊皮製の容器の中で作られた。
鞣されていない山羊皮は羊皮紙やドラムヘッド、一部の楽器（中世ヨーロッパのmišnice、アイルランドのバウロン、インドのエスラジなど）の共鳴膜、インドネシアのベドゥグなどのために使われる。
高品質の皮を供給する山羊の品種としては、バングラデシュのブラックベンガル種がある。
1974年、アメリカ合衆国では、ハイチ由来の山羊皮製品を取り巻く論争があった。アメリカ疾病予防管理センター（CDC）はこれらの製品の一部が致死性の炭疽菌胞子を含んでいることを発見した。米国の全てのハイチ製山羊皮製品が回収されたが、死亡者は報告されなかった。

## 画像集

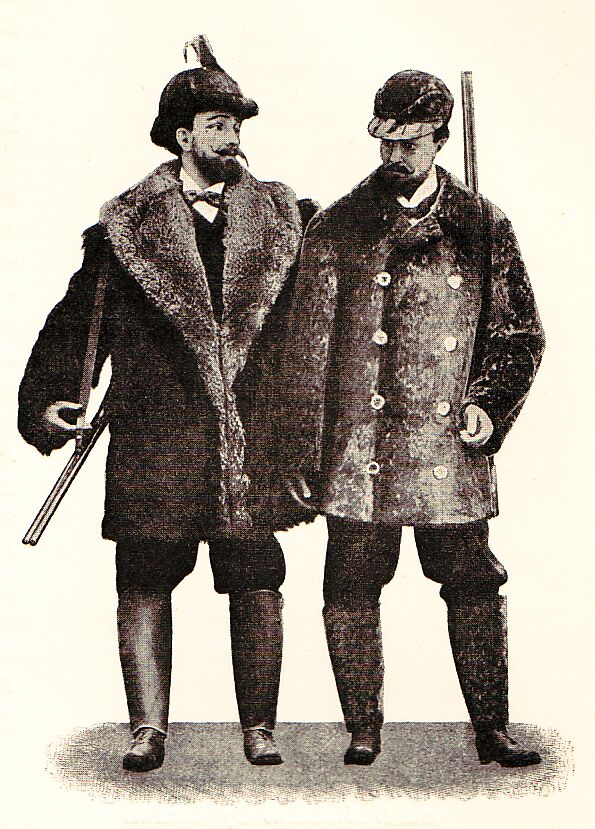
山羊皮とシールスキンのジャケット（1902年）
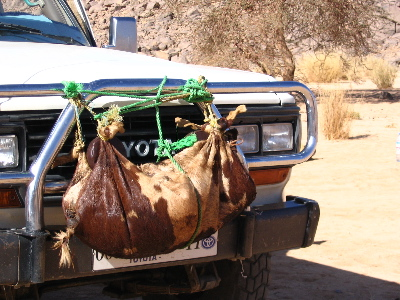
アルジェリアの貯水容器
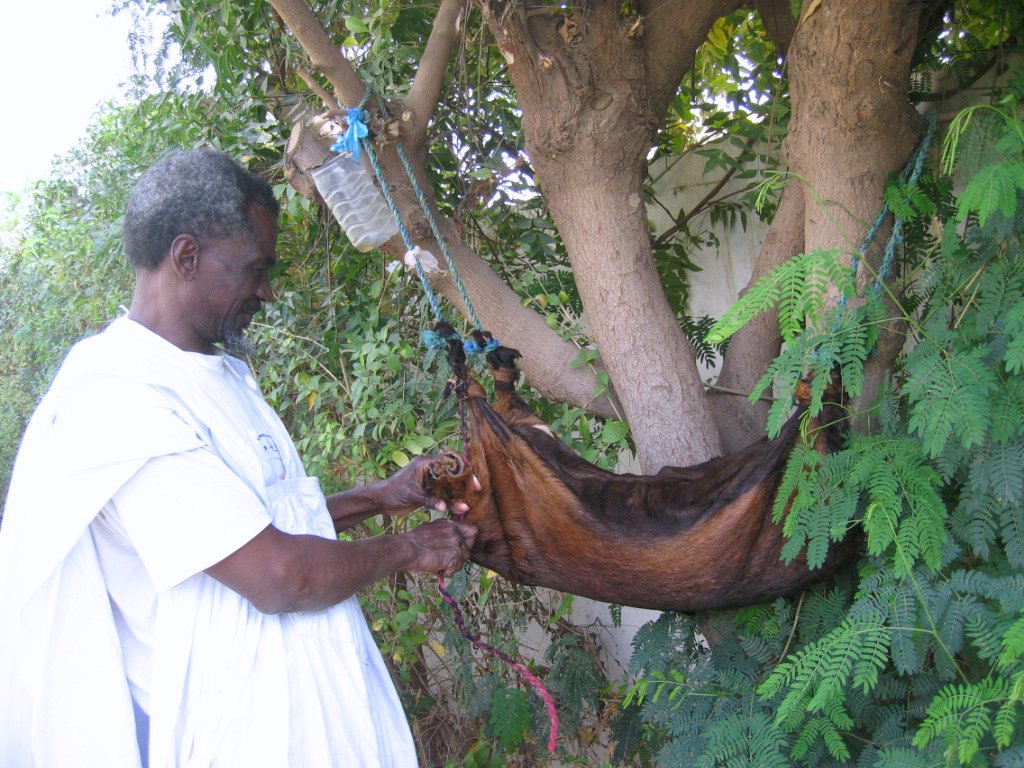
モーリタニアの貯水容器
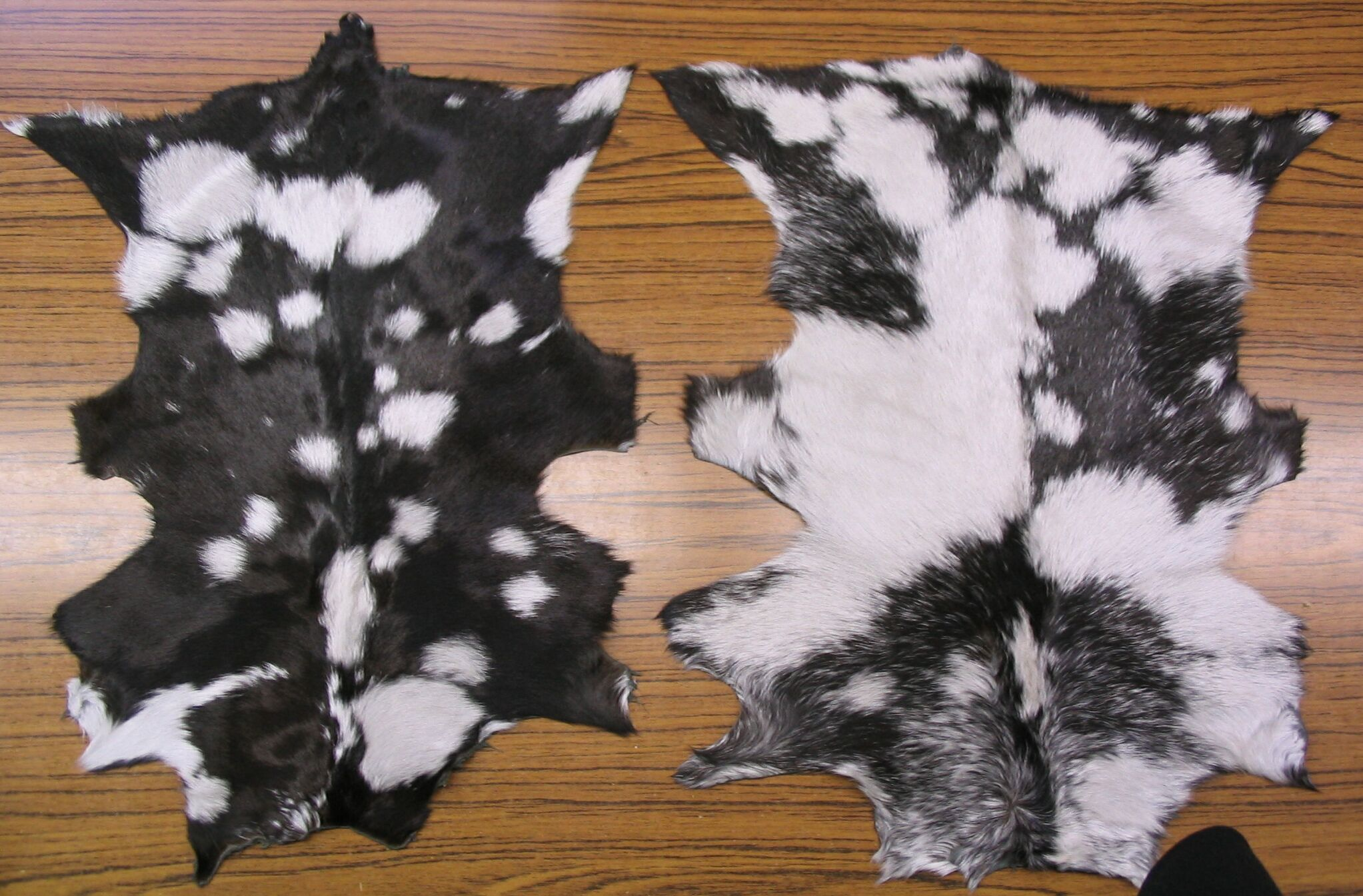
キッドスキン（子山羊皮）
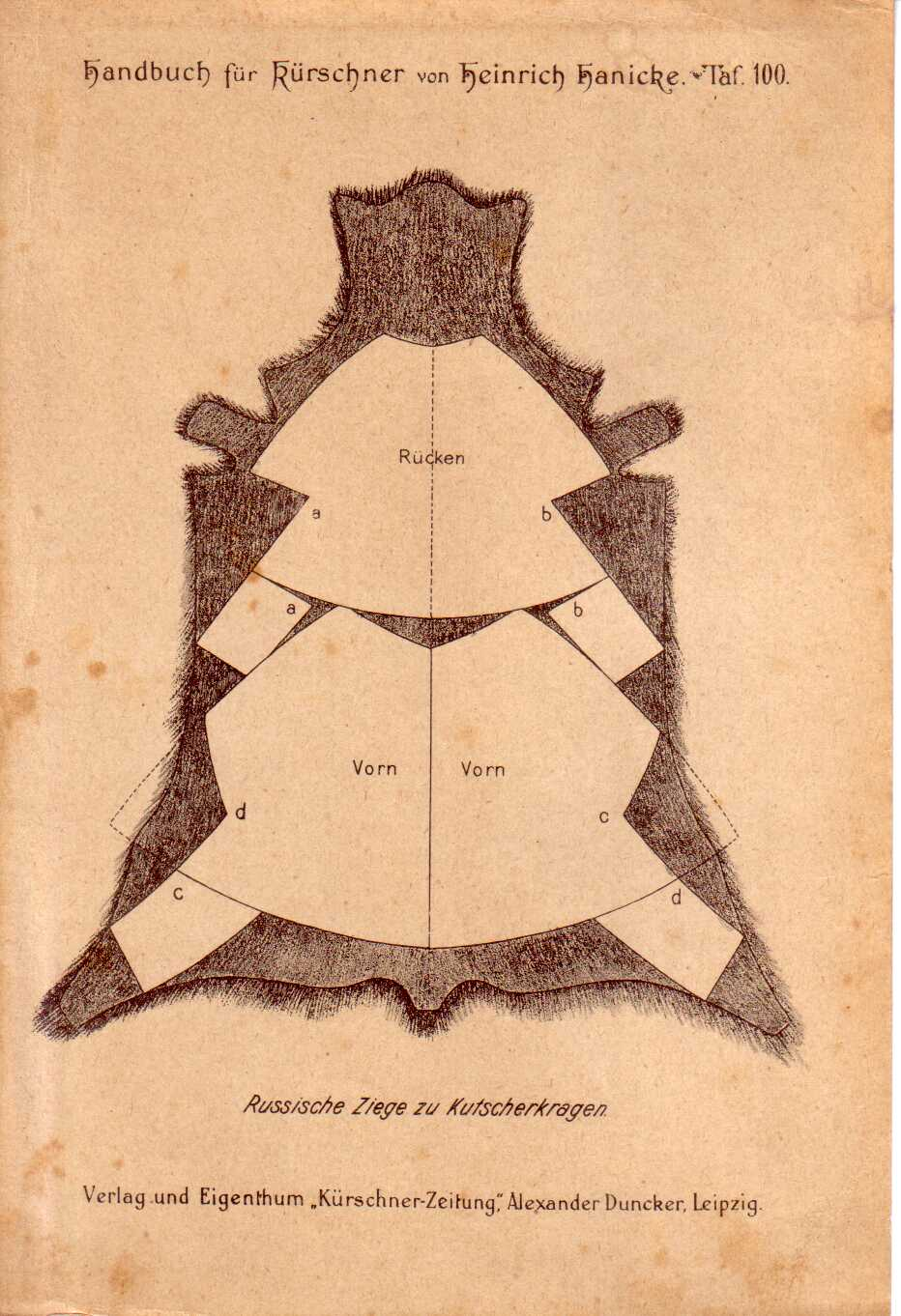
山羊皮「御者襟」のためのカット図（1895年）